# Lepismium warmingianum
Lepismium warmingianum är en kaktusväxtart som först beskrevs av Karl Moritz Schumann, och fick sitt nu gällande namn av Barthlott. Lepismium warmingianum ingår i släktet Lepismium och familjen kaktusväxter. Inga underarter finns listade i Catalogue of Life.

## Bildgalleri

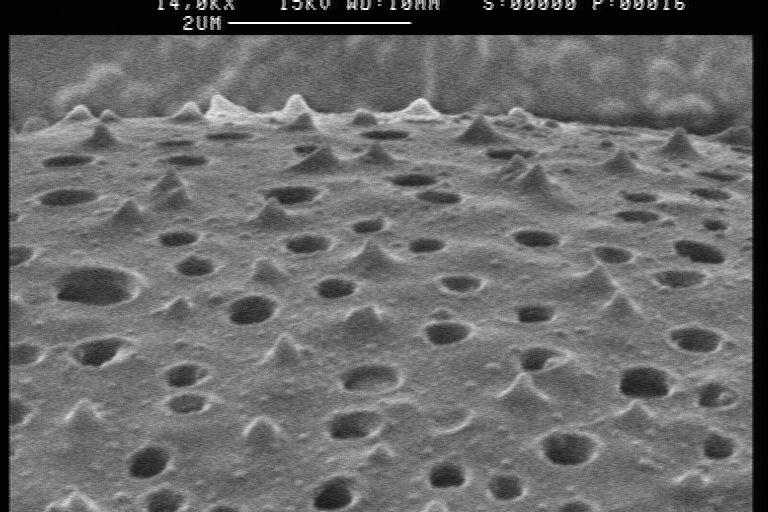